# Hacqueville
Hacqueville – miejscowość i gmina we Francji, w regionie Normandia, w departamencie Eure.
Według danych na rok 1990 gminę zamieszkiwało 368 osób, a gęstość zaludnienia wynosiła 38 osób/km² (wśród 1421 gmin Górnej Normandii Hacqueville plasuje się na 555. miejscu pod względem liczby ludności, natomiast pod względem powierzchni na miejscu 367).